# ديبيو (نيويورك)
ديبيو (بالإنجليزية: Depew, New York)‏ هي منطقة سكنية تقع في الولايات المتحدة في مقاطعة إيري، نيويورك. يقدر عدد سكانها بـ 15,303 نسمة ومساحتها 13.1 كم2 وترتفع عن سطح البحر 205 متر.

## التركيبة السكانية
حدّد مكتب تعداد الولايات المتحدة بيانات التركيبة السكانية لديبيو في تعداد الولايات المتحدة. في ما يلي، التركيبة السكانية حسب تعدادي 2000 و2010.

### تعداد عام 2000
بلغ عدد سكان ديبيو 16,629 نسمة بحسب تعداد عام 2000، وبلغ عدد الأسر 6,832 أسرة وعدد العائلات 4,623 عائلة مقيمة في القرية. في حين سجلت الكثافة السكانية 1,264.6 نسمة لكل كيلومتر مربع (3,275.3/ميل2). وبلغ عدد الوحدات السكنية 7,101 وحدة بمتوسط كثافة قدره 540 لكل كيلومتر مربع (1,398.6/ميل2).
وتوزع التركيب العرقي للقرية بنسبة 97.94% من البيض و0.63% من الأمريكيين الأفارقة و0.19% من الأمريكيين الأصليين و0.40% من الأمريكيين ذوي الأصول الآسيوية و0.01% من سكان جزر المحيط الهادئ و0.18% من الأعراق الأخرى و0.64% من عرقين مختلطين أو أكثر و0.73% من الهسبانيون أو اللاتينيون من أي عرق.
بلغ عدد الأسر 6,832 أسرة كانت نسبة 29.6% منها لديها أطفال تحت سن الثامنة عشر تعيش معهم، وبلغت نسبة الأزواج القاطنين مع بعضهم البعض 51.7% من أصل المجموع الكلي للأسر، ونسبة 12.1% من الأسر كان لديها معيلات من الإناث دون وجود شريك، بينما كانت نسبة 3.8% من الأسر لديها معيلون من الذكور دون وجود شريكة وكانت نسبة 32.3% من غير العائلات. تألفت نسبة 27.3% من أصل جميع الأسر من عدة أفراد يعيشون في نفس المنزل ونسبة 12.4% كانت تتألف من شخص يعيش بمفرده يبلغ من العمر 65 عاماً أو أكثر. وبلغ متوسط حجم الأسرة المعيشية 2.43، أما متوسط حجم العائلات فبلغ 2.96.
بلغ العمر الوسطي للسكان 39.8 عاماً. وكانت نسبة 22% من القاطنين تحت سن الثامنة عشر، وكانت نسبة 7.2% بين الثامنة عشر والرابعة والعشرين عاماً، ونسبة 29.3% كانت واقعةً في الفئة العمرية ما بين الخامسة والعشرين والرابعة والأربعين عاماً، ونسبة 24.1% كانت ما بين الخامسة والأربعين والرابعة والستين، ونسبة 17.2% كانت ضمن فئة الخامسة والستين عاماً فما فوق. يوجد لكل 100 أنثى 92.8 ذكر، ويوجد لكل 100 أنثى في الثامنة عشر من عمرها فما فوق 90.0 ذكر.
بلغ متوسط دخل الأسرة في القرية 43,952 دولارًا، أما متوسط دخل العائلة فبلغ 50,535 دولارًا. وكان متوسط دخل الذكور 35,540 دولارًا مقابل 25,908 دولارًا للإناث. وسجل دخل الفرد الخاص بالقرية 19,630 دولارًا. وكانت نسبة 2.7% من العائلات ونسبة 4.8% من السكان تحت خط الفقر، وكان من هؤلاء نسبة 7.5% تحت سن الثامنة عشر ونسبة 2.3% في الخامسة والستين من العمر وما فوق.

### تعداد عام 2010
بلغ عدد سكان ديبيو 15,303 نسمة بحسب تعداد عام 2010، وبلغ عدد الأسر 6,691 أسرة وعدد العائلات 4,147 عائلة مقيمة في القرية. في حين سجلت الكثافة السكانية 1,163.7 نسمة لكل كيلومتر مربع (3,014.0/ميل2). وبلغ عدد الوحدات السكنية 7,017 وحدة بمتوسط كثافة قدره 533.6 لكل كيلومتر مربع (1,382.0/ميل2).
وتوزع التركيب العرقي للقرية بنسبة 96.47% من البيض و1.20% من الأمريكيين الأفارقة و0.22% من الأمريكيين الأصليين و0.66% من الأمريكيين ذوي الأصول الآسيوية و0.01% من سكان جزر المحيط الهادئ و0.25% من الأعراق الأخرى و1.19% من عرقين مختلطين أو أكثر و1.71% من الهسبانيون أو اللاتينيون من أي عرق.
بلغ عدد الأسر 6,691 أسرة كانت نسبة 24.8% منها لديها أطفال تحت سن الثامنة عشر تعيش معهم، وبلغت نسبة الأزواج القاطنين مع بعضهم البعض 44.2% من أصل المجموع الكلي للأسر، ونسبة 12.7% من الأسر كان لديها معيلات من الإناث دون وجود شريك، بينما كانت نسبة 5.1% من الأسر لديها معيلون من الذكور دون وجود شريكة وكانت نسبة 38% من غير العائلات. تألفت نسبة 31.6% من أصل جميع الأسر من عدة أفراد يعيشون في نفس المنزل ونسبة 12.9% كانت تتألف من شخص يعيش بمفرده يبلغ من العمر 65 عاماً أو أكثر. وبلغ متوسط حجم الأسرة المعيشية 2.28، أما متوسط حجم العائلات فبلغ 2.86.
بلغ العمر الوسطي للسكان 42.7 عاماً. وكانت نسبة 18.7% من القاطنين تحت سن الثامنة عشر، وكانت نسبة 9.4% بين الثامنة عشر والرابعة والعشرين عاماً، ونسبة 25.3% كانت واقعةً في الفئة العمرية ما بين الخامسة والعشرين والرابعة والأربعين عاماً، ونسبة 28.1% كانت ما بين الخامسة والأربعين والرابعة والستين، ونسبة 18.5% كانت ضمن فئة الخامسة والستين عاماً فما فوق. وتوزع التركيب الجنسي للسكان بنسبة 48.1% ذكور و51.9% إناث.

## أعلام
- لوسيل كليفتون